# Hainsfarth
Hainsfarth es un municipio situado en el distrito de Danubio-Ries, en el Estado federado de Baviera (Alemania). Tiene una población estimada, a finales de 2020, de 1437 habitantes.
Está ubicado al oeste del Estado, en la región de Suabia, cerca de la frontera con el Estado de Baden-Wurtemberg y de la orilla del río Danubio.